# Джэбэ
Джэбэ-нойон, Чжебе (от монг. «Зэв»?, ᠵᠡᠪ? — «стрела»; собственное имя — Джиргоадай; монг. Зургаадай; ок. 1165 — между 1223 и 1225) — монгольский военачальник, темник, один из лучших полководцев Тэмуджина-Чингисхана.

## Биография
Главными источниками, где освещается биография полководца, являются «Сокровенное сказание», «Шэн-у цинь-чжэн лу», «Джами ат-таварих» Рашид ад-Дина и «Юань ши». По мнению Р. П. Храпачевского, их тексты восходят к тем источникам, которые были синхронными жизни Джэбэ.
Джиргоадай происходил из племени йисут (бэсут), которое Рашид ад-Дин относит к монголам-нирун, то есть «собственно монголам». Скорее всего он был простолюдин (утэгу-богол), хотя Б. Я. Владимирцов считал его нукером (дружинником) тайджиутского предводителя.
Согласно «Сокровенному сказанию», во время битвы с тайджиутами в урочище Койтэн (1201) Тэмуджин был ранен стрелой. Оправившись от раны, монгольский хан спросил у пленных тайджиутов (скрывая факт своего ранения): 
«Не знаете ли, кто это прострелил тогда шейный позвонок моему беломордому саврасому боевому коню?» На что Джиргоадай смело ответил: «Это я стрелял с горы! Если хан повелит казнить меня, то останется от меня только мокрое место в ладонь. Если же хан на то соизволит, то… послужу ему».
Тэмуджину понравились честность и бесстрашие меткого стрелка. Джиргоадай получил от хана прозвище Джэбэ, что по-монгольски значит «стрела» (хотя С. А. Козин в «Сокровенном сказании» даёт перевод «пики-чжебе»).
С этого момента началась стремительная военная карьера Джэбэ. Начав службу у Чингисхана десятником, через пять лет он получил под своё командование тысячу. Участвовал в войнах с кереитами и найманами.
Во время войны с чжурчжэнями корпус под командованием Джэбэ действовал в зависимости от обстановки то как левое крыло армии, то как авангард, проникающий глубоко на территорию противника. Натиск, азарт, способность принимать нестандартные решения в стремительно меняющейся обстановке позволяли Джэбэ, действуя сравнительно малыми силами, одерживать победы над превосходящим противником. Ему удалось занять такие важные крепости как У-ша-пу, Цзюй-юн-гуань и Дунцзин.
В 1218 году получил тумэн с заданием преследовать найманского хана Кучлука, захватившего власть в государстве каракитаев. Джэбэ, воспользовавшись недовольством властью Кучлука местного населения, добился победы и присоединил Каракитайское государство к владениям Чингис-хана. В 1219—1220 гг. участвовал в разгроме монголами Хорезмского государства, в том числе в погоне за хорезмшахом Мухаммедом. После этого совместно с Субэдэем участвовал в походе в кипчакские степи в 1220—1223 годах.
Упоминания о Джэбэ практически исчезают из исторических первоисточников после 1223 года. Сообщение «Сокровенного сказания монголов» об участии Джэбэ в войне против Цзинь в 1231 году современные исследователи считают недостоверным.
Это даёт историкам основания считать, что Джэбэ умер между 1223 и 1225 годами, во время похода на запад или вскоре после него. Венгерский историк Стивен Поу на основе сопоставления различных источников, включая русскоязычные, пришёл к выводу, что Джэбэ был захвачен в плен и убит половцами 23 мая 1223 года на кургане к востоку от Днепра, после победы русско-половецких войск над передовым отрядом монголов, примерно за неделю до победы монголов в битве при Калке. Российские историки Д. М. Тимохин и В. В. Тишин считают эту версию ошибочной, поскольку Поу отождествляет имя Джэбэ с упоминаемым древнерусскими летописями Гемябеком без лингвистических доказательств. Р. П. Храпачевский на основании данных из жизнеописания Исмаила полагает, что Джэбэ умер в 1224 году при возвращении из совместного с Субэдэем похода, как раз тогда, когда волжские булгары нанесли монголам поражение.

## В культуре
Джэбэ стал персонажем романов Василия Яна «Чингисхан» и Исая Калашникова «Жестокий век».